# Giuseppe Petrella
Giuseppe Petrella (Napoli, 14 maggio 1950) è un politico italiano.

## Biografia
Eletto deputato per la prima volta alle elezioni del 1996 con il PDS.
Alle elezioni politiche del 2001 è rieletto deputato con la lista Paese nuovo collegata ai “Democratici di Sinistra”. Dal 2001 al 2006  è stato vicepresidente della XII Commissione affari sociali.